# Marshall Gilkes
Marshall Allan Gilkes (Camp Springs, 30 september 1978) is een Amerikaanse jazztrombonist en -componist.

## Biografie
Gilkes werd geboren in Maryland in een familie van muzikanten. Zijn moeder was een klassieke zangeres en pianiste en zijn vader de dirigent van de Air Force Academy Band. Vanwege het beroep van zijn vader groeide Gilkes op in verschillende locaties, waaronder Washington D.C., New Hampshire, New Jersey, Alabama, Illinois en Colorado. Gilkes ontving zijn eerste muzikale opleiding aan de Interlochen Arts Academy, University of Northern Colorado en William Paterson University. Hij behaalde een bachelordiploma in muziek aan de Juilliard School. Onder zijn leraren waren Joseph Alessi, Conrad Herwig, Bud Baker, Ed Neumeister en Wycliffe Gordon. In 2003 was Marshall Gilkes finalist in de Thelonious Monk International Jazz Competition.
Gilkes speelt momenteel in het orkest van Maria Schneider (Sky Blue, 2007, Data Lords, 2020) en met David Bergers Sultans of Swing. Sinds maart 2010 is hij permanent lid van de WDR Big Band Keulen op de 2e trombone. In 2014 verliet hij de band op eigen verzoek. Hij is ook lid van de bands van Edmar Castañeda (Cuarto de Colores, 2005). Zijn muzikale ervaring omvat een breed scala aan muziekstijlen. Hij speelde met het Village Vanguard Orchestra, het Duke Ellington Orchestra (Ghost Band), Stanley Turrentine, Benny Golson, Michael Dease (Dease Bones), Matthias Schriefl, Frederik Köster en Richard Bona. Op het gebied van Latijns-Amerikaanse muziek speelde hij met Machito, Giovanni Hidalgo, Chico O'Farrill, Tito Nieves, het Big 3 Palladium Orchestra, Raulin Rosendo, Ray Sepulveda, Eddie Santiago, José Alberto en Iroko La Banda. Hij was ook betrokken bij de tournee van 2000/2001 van de Broadway-show Swing! door Noord-Amerika en Japan. In 2011 was hij solist op Ryan Truesdells Centennial - Newly Discovered Works of Gil Evans.
Gilkes heeft tot dusver vijf albums onder zijn eigen naam gepresenteerd, waarop hij zich ook als componist presenteert. Op één stuk na, componeerde hij het materiaal voor zijn album Edenderry (2004), dat uitstekende recensies kreeg van onder meer Jazz Times, All About Jazz en Trombone Journal. Momenteel werkt hij in een trio met Yasushi Nakamura en Clarence Penn.
Gilkes toerde veel door Europa, Azië, Latijns- en Zuid-Amerika. Eerdere opdrachten omvatten optredens op Umbria Jazz, Vienna Jazz Festival, JVC Jazz Festival, Telluride Jazz Festival, Panama Jazz Festival, Lincoln Center, Tokyo Orchard Hall en het Conservatorium van Moskou. In maart 2008 werd Gilkes uitgenodigd om te spelen met Billy Cobham en de Adelaide Philharmonic op het Adelaide Bank Festival of Arts in Australië. Hij was te gast op het International Trombone Festival 2008 in Salt Lake City.

## Discografie

### Als leader
- 2005: Edenderry (Alternate Side)
- 2008: Lost Words (Alternate Side)
- 2012: Sound Stories (Alternate Side)
- 2015: Köln (Alternate Side), met de WDR Big Band[8]
- 2018: Always Forward (Alternate Side), met de WDR Big Band[9]

### Als sideman
Met The Maria Schneider Jazz Orchestra
- 2007: Sky Blue
- 2015: The Thompson Fields

Met The Ryan Keberle Double Quartet
- 2007: Double Quartet
- 2010: Heavy Dreaming

Met Edmar Castañeda
- 2005: Cuarto de Colores
- 2009: Entre Cuerdas

Met David Berger
- 2004: Marlowe
- 2007: Champian
- 2008: I Had The Craziest Dream

Met anderen
- 2004: The Big 3 Palladium Orchestra - Live at the Blue Note
- 2007: John Fedchock New York Big Band - Up and Running

- Library of Congress Control Number: n2003077846
- MusicBrainz: c3fd8a41-8c1c-4166-9f2f-8192cfa40936
- Virtual International Authority File: 4310044